# Microarthridion thanhi
Microarthridion thanhi is een eenoogkreeftjessoort uit de familie van de Tachidiidae. De wetenschappelijke naam van de soort is voor het eerst geldig gepubliceerd in 2012 door Tran & Chang.